# 仵紳
仵紳（1451年—？），字佩之，湖廣武昌府蒲圻縣人，民籍，明朝政治人物。

## 生平
湖廣鄉試第五名。成化二十三年（1487年）丁未科会二百六名，二甲第一百零四名進士。官至工部主事。

## 家族
曾祖仵仲才；祖父仵清，國子生；父仵佑，訓導。母李氏；繼母楊氏。具庆下。子仵瑜。